# Psautier de Paris (XVIe siècle)
Pour les articles homonymes, voir Psautier de Paris.
Le Psautier de Paris est un corpus poétique élaboré à Paris au milieu du XVIe siècle pour constituer une traduction complète du psautier en vers français, sur la base des quarante-neuf psaumes déjà traduits par Clément Marot.

## Les éléments constitutifs
Au départ existaient les Cinquante psaumes de Marot, constitués en fait de 49 psaumes et du Cantique de Siméon. Ces psaumes sont publiés dès 1543 à Genève (les dernières traductions faites par Marot l'ayant été lors de son séjour dans cette ville), et sont ensuite largement réédités à Paris, Lyon, etc., l'œuvre jouissant d'un succès considérable et étant vite appropriée par la mouvance évangélique. La bibliographie des Cinquante psaumes de Marot est assez complexe.
On doit cependant noter que quelques éditions légèrement augmentées ont paru, sous le titre de Cinquante deux pseaumes de David ; outre les pièces précédentes elles contenaient par exemple les psaumes 34, 42, 95 et 28 traduits par Claude Le Maistre, le ps. 62 traduit par Estienne Pasquier, les ps. 27 et 84 traduits par Maurice Scève, des octonaires du ps. 119 traduit par Jean Poitevin, et des ps. 41, 89 et 147 traduits de manière anonyme. Ce type d'édition « augmentée » des Psaumes de Marot doit surtout se voir comme une tentative des libraires de promouvoir leur édition en proposant du « neuf » par rapport à la concurrence.
En 1549, Gilles d'Aurigny avait publié à Paris ses Trente psalmes du royal prophète David, édition rééditée au moins trois fois jusqu'en 1551 et dans laquelle les psaumes figuraient tous parmi ceux que Marot n'avait pas traduits. Dès 1549 paraît également à Lyon une édition des psaumes d'Aurigny dotée de mélodies probablement dues à Didier Lupi Second. Cette édition est très importante car elle indique une volonté d'adapter ces nouveaux psaumes au service liturgique du temple. Il existe aussi deux éditions de 1550 qui combinent les psaumes de Marot et ceux d'Aurigny.
En 1549 également, Claude-Barthélémy Bernard publiait Trente psalmes de David, traduits selon la vérité hébraïque (Lyon : Jean I de Tournes, 1549). Cette édition est perdue.
En 1549 toujours, Jean Poitevin faisait paraître sa traduction des Vingt et deux octonaires du psalme cent dixneuf, treize psalmes traduictz par divers autheurs. Avec plusieurs cantiques….

## LePsautier de Paris
À partir de ces éléments constitutifs, une première édition du psautier complet en vers français paraît à Paris en 1551 chez Estienne Mesvière en très petit format (32°) : Les cent cinquante psalme du Prophete royal David traduictz en rithme françoyse par Clement Marot & autres autheurs.
Outre les 49 psaumes de Marot, elle contient :
- 26 psaumes de Gilles d'Aurigny provenant de son édition de 1549 : Ps. 16, 17, 21, 27, 29, 30, 34, 39-42, 44, 49, 52, 65, 67, 68, 73, 80, 84, 95, 96, 111, 125-126 et 139.
- 19 psaumes de Claude-Barthélémy Bernard repris supposément de l'édition perdue de 1549, à savoir les psaumes 55, 58, 62, 69, 70, 78, 81, 82, 88, 112, 116, 120, 121, 122, 123, 124, 127, 144 et 146.
- un complément de 43 psaumes par Robert Brincel (dont on ne connaît pas d'édition antérieure) : les Ps. 26, 31, 35, 47-48, 56-57, 59-61, 64, 66, 71, 74-77, 83, 85, 87, 90, 92-94, 97-100, 102, 105-106, 108-109, 132-133, 135-136, 140-141, 145, 148-150.
- un autre complément de 8 psaumes traduits par Christophe Richer : Ps. 54, 89, 117, 129, 131, 134, 142, 147.
- enfin un reliquat de psaumes divers : les Ps. 20 peut-être traduit par Claude Le Maistre, 28 du même quoique attribué à d'Aurigny, 63 traduit par Jean Poitevin mais attribué à Cl.-B. Bernard, et 119 (les 22 octonaires traduits par Jean Poitevin).

Soit un total de 149 psaumes, le Ps. 53 n'étant pas différencié du Ps. 14). Suivent quelques pièces annexes (Cantique de Siméon, de Zacharie, de la Vierge Marie, Oraison de Notre Seigneur Jesus-Christ, Articles de la Foy, Commandements de Dieu, etc.) dont le nombre varie d'édition en édition et dont le détail serait ici fastidieux. La présence au début de cette première édition d'une dédicace de Gilles d'Aurigny signifie peut-être que c'est lui qui fut à l'origine de cette entreprise, mais ceci reste hypothétique.
Le nom de Psautier de Paris donné à ce corpus vient du fait que les éditions qui en ont été faites sont majoritairement parisiennes.
Cette première édition de 1551 est rééditée :
- en 1553 à Paris chez la Veuve de Guillaume Le Bret, en format 16°[8].
- en 1555 à Paris en format 32°, dans une édition partagée entre à l'enseigne de la Vigne et à l'enseigne de l'Eléphant[9]
- en 1555 à Paris chez Olivier de Harsy en format 16°[10].
- en 1556 à Lyon chez Claude Marchand en format 16°[11].
- en 1557 à Lyon, édition sans nom, en format 16°[12].
- en 1557 à Paris chez Vincent Sertenas en format 16° allongé[13].
- en 1557 à Paris chez Vincent Sertenas en format 16°[14].

## Réception
Ce corpus constitue, en fait le premier achèvement d'un psautier complet traduit en vers français, précédant de quelques années le Psautier de Lyon (1554) et le Psautier de Genève (1562), tous deux également élaborés sur la base des traductions de Marot. On peut supposer que ce fut à Robert Brincel qu'échut la tâche ingrate de traduire les psaumes qui n'avaient inspirés aucun des autres poètes ; il n'est donc pas étonnant que ce soient ses traductions qui sont les moins intéressantes du point de vue poétique.
La durée de vie de ce corpus fut relativement brève (1551-1557) et on ne dispose pas d'éléments concrets sur sa réception. Rien n'indique que ce corpus ait été particulièrement prisé des Protestants, toutefois. Il n'y eut pas de tentative de doter ce psautier de mélodies, même si les psaumes de d'Aurigny (sans compter, évidemment, ceux de Marot) supportèrent quant à eux des harmonisations clairement élaborées dans la mouvance protestante.